# Tostarpasjön, Västergötland
Tostarpasjön är en sjö i Ulricehamns kommun i Västergötland och ingår i Ätrans huvudavrinningsområde.